# 前190年代
| 千纪： | 前1千纪 |
| 世纪： | 前3世纪 \| 前2世纪 \| 前1世纪                                                                              |
| 年代： | 前220年代 \| 前210年代 \| 前200年代 \| 前190年代 \| 前180年代 \| 前170年代 \| 前160年代                    |
| 年份： | 前199年 \| 前198年 \| 前197年 \| 前196年 \| 前195年 \| 前194年 \| 前193年 \| 前192年 \| 前191年 \| 前190年 |

前190年代從前199年1月1日開始，於前190年12月31日結束。

## 大事记
- 前200年—前196年，第二次馬其頓戰爭。
  - 前198年,阿乌斯战役，羅馬共和國打敗马其顿王国。
  - 前197年,库诺斯克法莱战役，羅馬共和國与埃托利亚同盟打敗马其顿王国。
- 前198年，帕尼翁戰役，塞琉古帝國戰勝埃及托勒密王朝。
- 前196年，英布舉兵反漢朝，戰敗被斬，劉邦封其子劉長為淮南王，國都由六遷壽春。
- 前196年，漢高祖遣陸賈出使南越國，冊封趙佗為南越王，雙方開設關市，南越國定期向漢朝納貢。
- 前195年，漢尼拔在羅馬使者要人之前逃離迦太基。
- 前195年，傳說衛滿朝鮮推翻箕子朝鮮而立國。
- 前192年—前188年，塞琉古戰爭
  - 前191年，溫泉關之役，羅馬共和國打敗塞琉古帝國。
  - 前190年，马格尼西亚战役，羅馬共和國戰勝塞琉古帝國。

## 逝世
- 前195年，劉邦，漢朝（西漢）開國皇帝。